# Train Does Led Zeppelin II
Train Does Led Zeppelin II è il nono album in studio del gruppo musicale statunitense Train, pubblicato nel 2016.

## Il disco
Si tratta di un album di cover; in particolare la band ha reinterpretato nella sua interezza l'album Led Zeppelin II, secondo album in studio del gruppo rock britannico Led Zeppelin uscito nel 1969.

## Tracce
1. Whole Lotta Love – 5:31 (John Bonham, Willie Dixon, John Paul Jones, Jimmy Page, Robert Plant)
2. What Is and What Should Never Be – 4:50 (Page, Plant)
3. The Lemon Song – 6:24 (Bonham, Chester Burnett, Jones, Page, Plant)
4. Thank You – 5:00 (Page, Plant)
5. Heartbreaker – 4:15 (Bonham, Jones, Plant, Page)
6. Living Loving Maid (She's Just a Woman) – 2:41 (Page, Plant)
7. Ramble On – 4:22 (Page, Plant)
8. Moby Dick – 4:23 (Bonham, Jones, Page)
9. Bring It On Home – 4:25 (Dixon)

## Formazione
- Pat Monahan – voce
- Hector Maldonado – basso
- Jerry Becker – chitarra acustica, chitarra elettrica, organo Hammond, armonica
- Luis Maldonado – chitarra elettrica, chitarra acustica, chitarra a 12 corde
- Drew Shoals – batteria, percussioni
- Nikita Houston – cori